# Kasarminlahti
Kasarminlahti är en sjö i Finland. Den ligger i Nystads stad i landskapet Egentliga Finland, i den sydvästra delen av landet, 200 km väster om huvudstaden Helsingfors. Kasarminlahti ligger 14 meter över havet. I omgivningarna runt Kasarminlahti växer i huvudsak blandskog. Arean är 38,4 hektar och strandlinjen är 3,3 kilometer lång. Sjön  ingår i Skärgårdshavets kustområde, Åland. 